# تیم ملی بسکتبال ونزوئلا
تیم ملی بسکتبال ونزوئلا،نماینده کشور ونزوئلا در مسابقات بین‌المللی ورزش بسکتبال است.
این تیم در سال ۱۹۳۸ میلادی عضو فیبا شده و سابقه یک قهرمانی در مسابقات قهرمانی بسکتبال آمریکا را در کارنامه دارد.

## تاریخچه
از اواسط دهه ۱۹۸۰، ونزوئلا به صدر تیمهای منتخب آمریکای جنوبی صعود کرد و اولین بازی خود را در یک دیدار نهایی قاره ای در مسابقات قهرمانی آمریکا در سال ۱۹۸۷کسب کرد.

## نتایج

### المپیک تابستانی
| سال  | موقعیت    | تورتمنت     | میزبان              |
| ---- | --------- | ----------- | ------------------- |
| ۱۹۹۲ | ۱۱        | المپیک ۱۹۹۲ | بارسلون، اسپانیا    |
| ۲۰۱۶ | ۱۰        | المپیک ۲۰۱۶ | ریو د ژانیرو، برزیل |
| ۲۰۲۰ | مشخص نیست | المپیک ۲۰۲۰ | توکیو، ژاپن         |

### جام جهانی
| سال  | موقعیت   | تورتمنت                   | میزبان                      |
| ---- | -------- | ------------------------- | --------------------------- |
| ۱۹۹۰ | ۱۱       | مسابقات قهرمانی جهان ۱۹۹۰ | آرژانتین                    |
| ۲۰۰۲ | ۱۴       | مسابقات قهرمانی جهان ۲۰۰۲ | ایندیانا پلیس، ایالات متحده |
| ۲۰۰۶ | ۲۳       | مسابقات قهرمانی جهان ۲۰۰۶ | ژاپن                        |
| ۲۰۱۹ | ۱۴       | جامم جهانی ۲۰۱۹           | چین                         |
| ۲۰۲۳ | نام مشخص | جام جهانی ۲۰۲۳            | فیلیپین، ژاپن، اندونزی      |

### کاپ آمریکا
| سال  | موقعیت | تورتمنت                     | میزبان                                      |
| ---- | ------ | --------------------------- | ------------------------------------------- |
| ۱۹۸۸ | ۷      | مسابقات ۱۹۸۸ قاره آمریکا    | Montevideo, Uruguay                         |
| ۱۹۸۹ | ۴      | مسابقات ۱۹۸۹ قاره آمریکا    | Mexico City, Mexico                         |
| ۱۹۹۲ | ۳      | مسابقات ۱۹۹۲ قاره آمریکا    | Portland, United States                     |
| ۱۹۹۳ | ۶      | مسابقات ۱۹۹۳ قاره آمریکا    | San Juan, Puerto Rico                       |
| ۱۹۹۵ | ۹      | مسابقات ۱۹۹۵ قاره آمریکا    | Tucumán, Argentina                          |
| ۱۹۹۷ | ۷      | ۱۹۹۷ مسابقات قهرمانی آمریکا | Montevideo, Uruguay                         |
| ۱۹۹۹ | ۵      | ۱۹۹۹ مسابقات قهرمانی آمریکا | San Juan, Puerto Rico                       |
| ۲۰۰۱ | ۵      | ۲۰۰۱ مسابقات قهرمانی آمریکا | Neuquén, Argentina                          |
| ۲۰۰۳ | ۵      | ۲۰۰۳ مسابقات قهرمانی آمریکا | San Juan, Puerto Rico                       |
| ۲۰۰۵ | ۲      | ۲۰۰۵ مسابقات قهرمانی آمریکا | Santo Domingo, Dominican Republic           |
| ۲۰۰۷ | ۸      | ۲۰۰۷ مسابقات قهرمانی آمریکا | Las Vegas, United States                    |
| ۲۰۰۹ | ۹      | ۲۰۰۹ مسابقات قهرمانی آمریکا | San Juan, Puerto Rico                       |
| ۲۰۱۱ | ۵      | ۲۰۱۱ مسابقات قهرمانی آمریکا | Mar del Plata, Argentina                    |
| ۲۰۱۳ | ۵      | ۲۰۱۳ مسابقات قهرمانی آمریکا | Caracas, Venezuela                          |
| ۲۰۱۵ | ۱      | ۲۰۱۵ مسابقات قهرمانی آمریکا | Mexico City, Mexico                         |
| ۲۰۱۷ | ۹      | کاپ آمریکا ۲۰۱۷             | four cities in Argentina, Colombia, Uruguay |

### بازی‌های پان آمریکا
- 1955 – 6th
- 1975 – 8th
- 1983 – 8th
- 1987 – 8th
- 1991 – 10th
- 2015 – 7th
- 2019 – 5th

### لیگ آمریکای جنوبی
- 1961 – 8th
- 1979 – 5th
- 1985 – 4th
- ۱۹۸۷ – ۲
- ۱۹۹۱ – ۱
- ۱۹۹۳ – ۳
- 1995 – 4th
- ۱۹۹۷ – ۲
- ۱۹۹۹ – ۳
- ۲۰۰۱ – ۳
- 2003 – 4th
- ۲۰۰۴ – ۳
- 2006 – 4th
- ۲۰۰۸ – ۳
- 2010 – 4th
- ۲۰۱۲ – ۲
- ۲۰۱۴ – ۱
- ۲۰۱۶ – ۱

### بازی‌های بولیواری
- ۲۰۰۱ – ۱
- ۲۰۰۵ – ۲
- ۲۰۰۹ – ۱
- ۲۰۱۳ – ۱